# Baekseok-dong, Cheonan
Baekseok-dong (koreanska: 백석동) är en stadsdel i staden Cheonan i provinsen Södra Chungcheong, i den centrala delen av landet, 80 km söder om huvudstaden Seoul. Den ligger i stadsdistriktet Seobuk-gu.